# Sarah & Robin
Sarah & Robin is een Belgische stripreeks getekend en geschreven door Steven Dupré. De inkleuring werd gedaan door Peter Rouffa. De strip verscheen oorspronkelijk in het Nederlands, maar werd ook vertaald in het Frans en het Indonesisch.

## Concept
De strip speelt zich af in het fictieve dorp Wenkdaal. De reeks draait voornamelijk rond de kinderen Sarah en haar fantasievriend Robin. De reeks begint met Sarah, die recent in het dorp is komen wonen, en een klasgenote die onder een boom wandelen en van daaruit bekogeld worden door Robin. Tot zijn grote verbazing kan een van de meisjes, Sarah, hem zien. Sarah en Robin worden uiteindelijk vrienden. Robin blijkt al 60 jaar op zijn vriend "Ivanhoe" te wachten, die hem in de jaren 30 bedacht bij gebrek aan echte vrienden en op een avond wegging zonder nog terug te komen. Tot de dag dat Sarah hem vindt, heeft niemand Robin nog gezien.
Het andere meisje, Tanja, ziet hem niet. Sarah wordt ook door anderen niet serieus genomen als ze over Robin vertelt. Alleen zij blijkt die te kunnen zien. Zijn aanwezigheid laat zich nochtans gelden doordat er allerlei onverklaarbare dingen gebeuren in Sarahs leefwereld. Als Robin voorwerpen of een baby opneemt, lijken die op onverklaarbare manier te vliegen; alleen Sarah en een handvol andere mensen zien echter het jongetje in actie. Haar fantasievriendje wordt een mikpunt van spot: Sarah wordt door haar klasgenoten, en met name door Tanja en Terri, uitgelachen en gepest. Wat later ontdekken Sarah en Robin dat Ivanhoe niemand anders is dan de opa van Sarah. Door haar te vertellen over zijn avonturen met Robin, is ze zelf in hem beginnen geloven, met het bekende gevolg.
In de wereld van Sarah & Robin komen stelselmatig nog meer fantasiewezens - later hersenspinsels genoemd - aan bod, die op eenzelfde manier impact blijken te hebben op de leefwereld rond hun bedenker. Uitzonderlijk kunnen personen met veel fantasie ook andermans hersenspinsels zien of horen.
De strip is in de eerste plaats gericht op kinderen, maar het bevat ook elementen die het herkenbaar maken voor volwassenen waardoor zij het ook lezen. Dupré meent dat dit te maken heeft met het hoofdpersonage Robin die zo'n zestig jaar ouder is dan het andere hoofdpersonage Sarah. Hierdoor zou Dupré bewust en onbewust meer van zulke elementen in de strip gebruiken.

## Personages
Hieronder volgen de voornaamste personages:
Sarah De Bruyn
Zij is een hoofdpersonage, een bijdehand meisje met veel fantasie, maar soms koppig en lichtgeraakt.
Robin
Hij is een hoofdpersonage. Robin is een hersenspinsel bedacht in de jaren 30 door het jongetje Ivanhoe. Zestig jaar is hij bevriend met Sarah. Hij is onzichtbaar voor de meeste mensen. Robin is vernoemd naar het personage Robin Hood.
Terri Bel
Zij is een meisje uit Sarahs klas en heeft bruin haar met krullen. Sarah is het mikpunt van haar pesterijen, die ze samen met Tanja uitvoert. Ze is het vernoemd naar het Engelse woord terrible.
Tanja of Tania
Zij is een meisje uit Sarahs klas en heeft blond haar. Sarah is het mikpunt van haar pesterijen, die ze samen met Terri uitvoert. Ze heeft een oudere zus genaamd Vanessa.
Jan De Bruyn, opa of Ivanhoe
Hij is Sarahs grootvader langs vaders kant. Toen hij jong was, noemde hij zichzelf ook Ivanhoe naar het gelijknamige boek. Hij bedacht in die tijd ook het hersenspinsel Robin.
Mams
Zij is Sarahs moeder. Ze is zorgzaam, punctueel, sociaal en breeddenkend.
Paps
Hij is Sarahs vader. In tegenstelling tot de moeder is hij veel impulsiever.

## Publicatiegeschiedenis

### Voorgeschiedenis
Dupré werkte begin jaren 90 aan de stripreeksen Wolf en Mortigan. Lukas Moerman nam vanaf die periode het tekenen van Wolf gedeeltelijk voor zijn rekening. Hierdoor had Dupré meer tijd voor Mortigan. De uitgever daarvan was echter niet zo'n stipte betaler, waarop Dupré iedere keer even stopte met tekenen totdat zijn vergoeding er kwam. Hij had dan even wat meer tijd en bedacht in tussentijd wat nieuwe ideeën. Zo bedacht hij een concept voor de strip Fred en Freya over een meisje Freya en haar onzichtbare vriend Fred. Na het maken van anderhalve proefplaat ging Dupré met Fred en Freya naar de redactie van het stripblad Spirou/Robbedoes. Zij weigerden het voorstel, omdat ze niet geloofden dat je kon wegkomen met een onzichtbaar jongetje in beeld te brengen. Intussen had de uitgever van Mortigan hem betaald, dus ging Dupré weer verder met Mortigan, waardoor Fred en Freya even opzijgeschoven werden.

### Suske en Wiske weekblad (1993-1999)
In 1993 vernam Dupré dat Standaard Uitgeverij een stripblad genaamd Suske en Wiske weekblad ging opstarten om in te spelen op de stopzetting van het stripblad Kuifje. De toenmalige uitgeefdirecteur van Standaard Uitgeverij, Dirk Willemse, wou een weekblad maken dat zowel de grotere strips als nieuw talent zou bevatten. Dupré herwerkte Fred en Freya tot Sarah & Robin en maakte een nieuwe proefplaat. Willemse ging akkoord, maar hij wou enkel afgeronde, korte verhalen. Dupré wou daarentegen lange vervolgverhalen. Dat leidde tot een compromis: de eerste verhalen zijn afgeronde, korte verhalen die als een doorlopend verhaal gelezen kunnen worden met als rode draad de zoektocht naar Ivanhoe. Die verhalen zijn later gebundeld in het eerste album dat in 1996 verscheen. Intussen verschenen er nog geregeld korte verhalen in het tijdschrift.
Sarah & Robin verscheen in deze periode ook in de krant Limburgs Dagblad en de tijdschriften Stipkrant, Minitoe en Zonnestraal. De strip werd ook vertaald in het Frans en verscheen in het tijdschrift Dauphin, het Franstalige zusterblad van Zonnestraal. Er verscheen ook een vertaling in het Indonesisch in het tijdschrift Planet Komik. Naar aanleiding van de hoge resultaten van deze strip in de hitparades van Suske en Wiske weekblad mocht Dupré in 1997 een lang verhaal genaamd Zes weken maken. In 1998 maakte hij nog vier korte verhalen met als rode draad een dagboek, om die te bundelen samen met de resterende korte verhalen die eerder verschenen en nog niet in album verschenen waren. Zo maakte hij opnieuw een reeks korte verhalen die als een doorlopend verhaal gelezen konden worden, zoals het eerste album. Dat werd dan het vierde album.
In 1998 verscheen het verhaal Ezra in albumvorm in eigen beheer in een beperkte oplage van een vijftigtal exemplaren. Het verscheen niet in Suske en Wiske weekblad en was bedoeld als een geboortekaartje voor familie en vrienden naar aanleiding van de geboorte van Duprés tweede kind. In datzelfde jaar begon hij ook met een tweede lang verhaal van Sarah & Robin genaamd Hersenspinsels. Het verscheen in 1999 en zou het laatste verhaal van deze stripreeks worden. In die periode kwam er een nieuwe directie bij Standaard Uitgeverij en eind 1999 vertrok Willemse bij de uitgeverij. Hierdoor lag nog meer als voordien de focus op de grotere strips zoals Suske en Wiske, Kiekeboe en Urbanus. Nadat een uitgave van zijn nieuwe strip Coma uitbleef, vertrok Dupré bij Standaard Uitgeverij. Sarah & Robin werd dan stopgezet. Er verschenen uiteindelijk vijf albums.
In 2008 gaf Dupré in een interview met De Stripspeciaalzaak aan dat hij het gevoel heeft de reeks ontgroeid te zijn en dat er dus waarschijnlijk geen nieuwe verhalen meer zullen verschijnen. In 2019 werd deze stripreeks gebundeld in een integraal.

## Verhalen

### Alle verhalen
Hieronder volgt een lijst van verhalen van Sarah & Robin. Deze verhalen zijn geschreven en getekend door Steven Dupré. Deze werden op het verhaal Ezra na oorspronkelijk voorgepubliceerd in het Suske en Wiske weekblad. 
| Titel                            | Publicatiejaar | Aantal pagina's |
| -------------------------------- | -------------- | --------------- |
| De vriend van Ivanhoe            | 1993           | 8               |
| Nul                              | 1994           | 4               |
| De doorbijter                    | 1994           | 6               |
| De kleren van de keizer          | 1994           | 4               |
| Villa boomjuweel                 | 1994           | 4               |
| Robert Taylor                    | 1994           | 8               |
| Naamloos                         | 1994           | 1               |
| Vergeten                         | 1994           | 8               |
| Het weerzien                     | 1994           | 4               |
| Rudolf                           | 1994           | 4               |
| Dikkoppen                        | 1995           | 4               |
| De oudste hit van de wereld      | 1995           | 1 of 2          |
| Een gelukwens van Sarah en Robin | 1995           | 1               |
| Gif en glorie                    | 1995           | 6               |
| Droomcarrière                    | 1995           | 2               |
| Lutra lutra                      | 1995-1996      | 23              |
| Spruitjes                        | 1996           | 4               |
| Wachten op de karavaan           | 1996           | 23              |
| Negatief                         | 1997           | 2 of 3          |
| Zes weken                        | 1997-1998      | 46              |
| Lief dagboek                     | 1998           | 3               |
| Blutsen, bier en builen          | 1998           | 3               |
| De oppas                         | 1998           | 6               |
| Het dagboek                      | 1998           | 9               |
| Ezra                             |                | 14              |
| Hersenspinsels                   | 1999           | 46              |

### Albums
Onderstaande albums werden uitgegeven door Standaard Uitgeverij. De verhalen werden voorgepubliceerd in het Suske en Wiske weekblad en werden geschreven en getekend door Steven Dupré. 
Het eerst album bevat acht korte verhalen: De vriend van Ivanhoe, Nul, De doorbijter, De kleren van de keizer, Villa boomjuweel, Robert Taylor, Vergeten en Het weerzien. De twee korte verhalen Lutra lutra en Wachten op de karavaan zijn gebundeld in het album Suzanna, wat vernoemd is naar de zigeunerin die in het verhaal Wachten op de karavaan een hoofdrol speelt. De albums Zes weken en Hersenspinsels bevatten elk één lang verhaal. De titels blijven behouden. Het vierde album is een bundeling van elf korte verhalen: Rudolf; Dikkoppen; De oudste hit van de wereld; Gif en glorie; Droomcarrière; Spruitjes; Negatief; Lief dagboek; Blutsen, bier en builen; De oppas en Het dagboek. Op Een gelukwens van Sarah en Robin, het naamloze korte verhaal en Ezra na zijn alle verhalen gebundeld in deze vijf albums.
| Nr. | Titel                 | Albumuitgave    |
| --- | --------------------- | --------------- |
| 1   | De vriend van Ivanhoe | 23 mei 1996     |
| 2   | Suzanna               | 21 mei 1997     |
| 3   | Zes weken             | 13 mei 1998     |
| 4   | Het dagboek           | 5 mei 1999      |
| 5   | Hersenspinsels        | 13 oktober 1999 |

### Integraal
In 2019 werden de verhalen gebundeld in een integraal bij uitgeverij Saga Uitgaven. De integraal bevat ook een dossier en het korte verhaal Ezra dat daarvoor enkel in beperkte oplage in eigen beheer werd uitgegeven.

## Waardering
In 1995 organiseerde het Suske en Wiske weekblad een hitparade voor de strips die in het blad verschenen waren. Sarah & Robin eindigde op de zesde plaats in de algemene lijst en op de vierde plaats in de lijst waarop alleen de stemmen van de meisjes meegeteld werden. Bij de tweede en derde editie van de hitparade in 1997 en 1998 eindigde deze strip op de vierde plaats.
Het eerste album De vriend van Ivanhoe won in 1996 de prijs voor het beste Nederlandstalige album op het stripfestival van Durbuy. In datzelfde jaar ontving het ook een prijs voor de beste Vlaamse jeugdalbum van 't Vlaams Stripcentrum en het BKES. In 1999 kreeg Dupré een prijs als beste Vlaamse tekenaar op het stripfestival van Kortrijk. Daarna ontving hij in 2011 voor zijn oeuvre de Bronzen Adhemar.

## Trivia
- Sarah en Robin maken een cameo in het album Avontuur in de 21ste eeuw van Tom Bouden. De figuren werden wel door Dupré zelf getekend. Sarah is in dat album een bejaarde, terwijl Robin er nog steeds hetzelfde uitziet.